# واژه‌هایی که به صدا در می‌آیند
« واژه‌هایی که به صدا در می‌آیند» (به فرانسوی: Des mots qui sonnent) تک‌آهنگی از هنرمند اهل کانادا سلین دیون است که در نوامبر ۱۹۹۱ منتشر شد.